# Cabeça Dinossauro
Cabeça Dinossauro es el tercer álbum de estudio de la banda de rock brasileña Titãs,lanzado en junio de 1986. Se incluyó en la lista de los 100 mejores álbumes de la música brasileña con la obtención de la posición 19.

## Historia
Lanzado a finales de junio de 1986, no solo marcó el debut de la banda se asoció con el productor Liminha sino también asegurado el primer disco de oro por la banda en diciembre del mismo año.
La detención de Arnaldo Antunes y Tony Bellotto, a finales de 1985 por posesión de heroína, y claro la banda va a querer buscar una unidad de sonido - más precisamente, pesado - influyó en el cambio estético de la banda tomó este LP después de las palabras un sonar algo confuso (que podría revelar algunas buenas canciones) en los dos discos anteriores.
La cubierta se basó en un dibujo del pintor italiano Leonardo Da Vinci, titulado La expresión de un hombre gritando. Otro dibujo de Da Vinci, Jefe grotesco, era cubrir el disco.
Todavía queda mucho que conoce el punk rock, el registro muestra que los Titãs intervinieron incluso el reggae ("Família"), el funk ("O Quê?", "Bichos Escrotos" y "Estado Violência"), e incluso en un ceremonial de indios Xingu (la canción que da nombre al disco). Líricamente, muchos pilares de la sociedad se discutieron agriamente expresado empezando por el título de las canciones: "Polícia" (Tony) "Igreja" (Nando Reis), "Estado Violência" (la primera colaboración del baterista Charles Gavin como compositor en la banda). También hay críticas al Estado capitalista ("Homem Primata") y los impuestos abusivos pagados por la población ("Dívidas").
La banda dio carácter a la obra en el rescate de la antología "Bichos Escrotos", canción que jugó desde 1982 y que solo podría ser grabada en este momento. Sin embargo, la censura vetó la canción en la radio por el verso "vão se fuder" (En español: Vete a la mierda) , que no ha desalentado algunas radios a tocar una versión con una frase vetada, a veces incluso su versión original, lo que supuso un desembolso de bien.
De los 13 temas del álbum, 11 fueron tocadas en las radios, como únicas excepciones las pistas "A Face do Destruidor" y "Dívidas".

## Temas del álbum
1. "Cabeça Dinossauro" - 2:19
2. "AA UU" - 3:01
3. "Igreja" - 2:47
4. "Polícia - 2:07
5. "Estado Violência" - 3:07
6. "A Face do Destruidor" - 0:34
7. "Porrada" - 2:49
8. "Tô Cansado" - 2:16
9. "Bichos Escrotos" - 3:14
10. "Família" - 3:32
11. "Homem Primata - 3:27
12. "Dívidas" - 3:06
13. "O Quê?" - 5:38

## Personal
- Arnaldo Antunes: voz en 7 y 13, coros
- Branco Mello: voz en 1, 8 y 12, coros
- Charles Gavin: batería y percusión
- Marcelo Fromer: guitarra rítmica, guitarra solista en 3 y 10
- Nando Reis: bajo (excepto en 3), voz en 3 y 10, coros
- Paulo Miklos: voz en 5, 6 y 9, coros, bajo en 3
- Sérgio Britto: teclados, voz en 2, 4 y 11, coros
- Tony Bellotto: guitarra solista, guitarra rítmica en 3 y 10

### Invitados
- Liminha: guitarra rítmica en 10 y 13, percusión en 1, Oberheim DMX en 13
- Repolho: castañuelas en 11

- Datos: Q5015381